# Antipaluria intermedia
Antipaluria intermedia är en insektsart som först beskrevs av Davis 1939.  Antipaluria intermedia ingår i släktet Antipaluria och familjen Clothodidae. Inga underarter finns listade i Catalogue of Life.